# Streptocarpus grandis
Streptocarpus grandis är en tvåhjärtbladig växtart som beskrevs av N.E. Brown. Streptocarpus grandis ingår i släktet Streptocarpus och familjen Gesneriaceae.

## Underarter
Arten delas in i följande underarter:
- S. g. grandis
- S. g. septentrionalis

## Bildgalleri

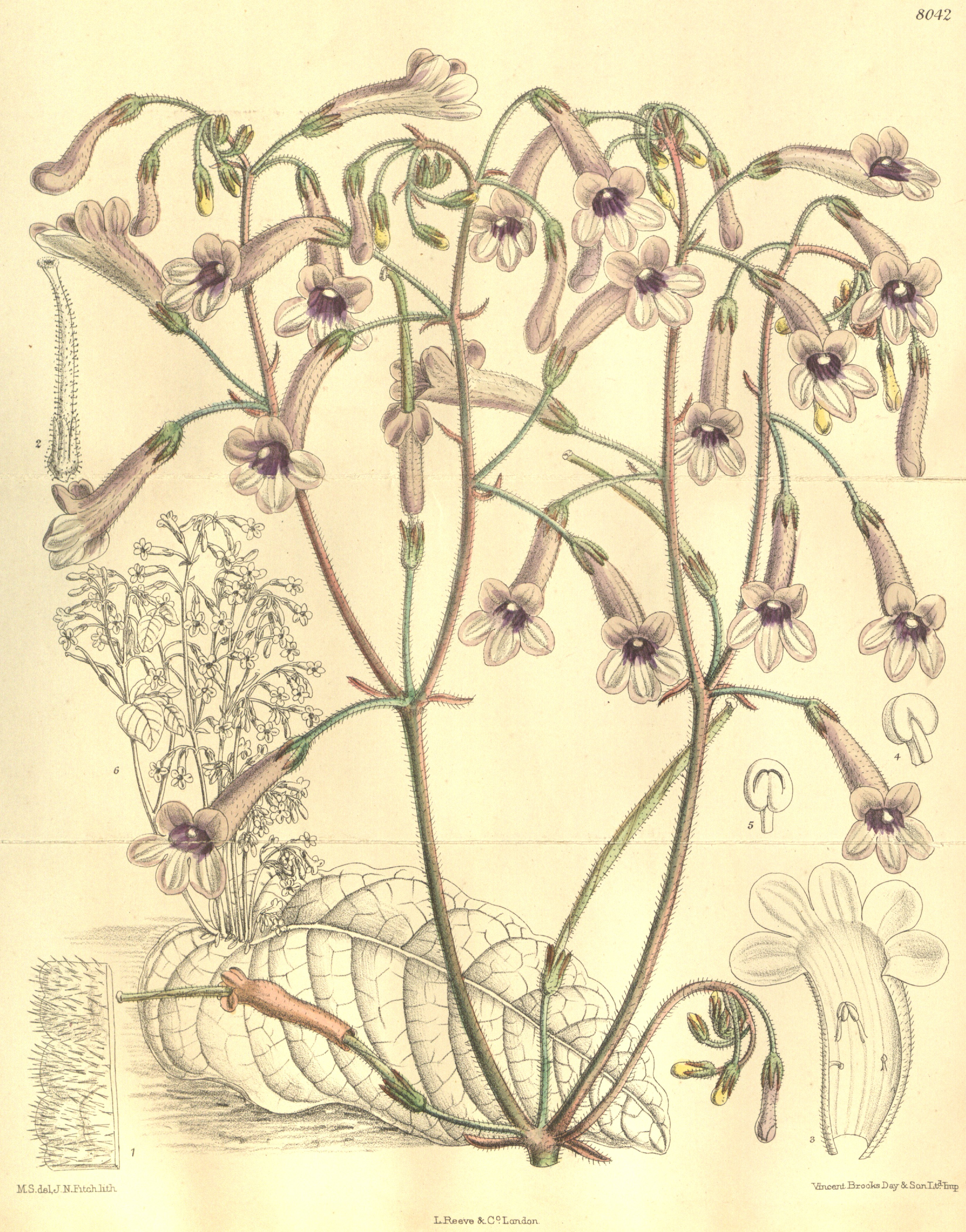